# Дело генералов
Дело генералов — арест и в дальнейшем суд над высокопоставленными офицерами Министерства обороны Азербайджана по обвинению в покушении на президента Азербайджана Гейдара Алиева.

## Предшествовавшие события
В июне 1993 года к власти в Азербайджане возвращается Гейдар Алиев. В течение следующих двух лет он заключает перемирие с Арменией, останавливает сепаратизм на юге, уничтожает бандформирования на севере республики, заключает «контракт века» с международным консорциумом. Популярность президента в народе растет и его политические позиции укрепляются.
Однако в мае 1994 года после принятия Алиевым решения о приостановлении боевых действий в Нагорном Карабахе группа высших чинов в МО Азербайджана решают физически устранить действующего президента и захватить власть в республике.

## План покушения
В апреле 1995 года ветераном карабахской войны, генералом Вахидом Мусаевым тайно организовывается приезд бывшего и. о. министра обороны генерала Шахина Мусаева в Азербайджан. К тому времени инициатор переворота Шахин Мусаев уже объявлен в розыск и обвиняется по нескольким уголовным делам.
В ресторане «Янардаг» в Баку 10 мая 1995 года организовывается встреча между основными заговорщиками на которой присутствует и командующий внутренними войсками МВД Азербайджана генерал Рафиг Агаев. По плану, генералу Рафику Агаеву предстоит встретиться с бывшим главой сепаратистов южной части Азербайджана и участником Карабахской войны полковником Аликрамом Гумбатовым и обсудить детали путча, что генерал успешно и делает.
Заговорщики предполагали, что в результате одновременных действий и убийства президента они захватят здание президентского аппарата, Милли Меджлиса (Парламент), здания МНБ, МО и МВД республики. Одновременно в южной части республики объявлялось о непризнании Гейдара Алиева президентом и начале освободительной борьбы. В Баку должны были вводится войска которые блокировали бы важнейшие узлы связи и коммуникаций. Этими действиями путчисты планировали нейтрализовать власти и ввести в замешательство население для бескровного захвата власти.
В суде было доказано что разработчиком плана являлся генерал Шахин Мусаев.
По плану генерала, ликвидация Гейдара Алиева должна была происходить во время его возвращения из поездки. В момент захода самолета на посадку по лайнеру должны были запустить ракету. Используя своё должностное положение в армии генерал Вахид Мусаев уговаривает одного из командиров воинских частей в прифронтовой зоне продать, якобы чеченцам, переносной зенитный ракетный комплекс и две ракеты к нему типа «Игла-1». После доставки зенитного ракетного комплекса в Баку, его прячут в поселке Нардаран. Место выбирается не случайно, большинство самолетов заходят на посадку именно над этим поселком. В конце июня 1995 года в поселок доставляется и зенитная ракета N 011723 типа «Игла-1».

## События
2 июля 1995 года ожидается возвращение президента Гейдара Алиева из Бухареста и на эту дату была запланирована его ликвидация. До захода президентского лайнера на посадку все шло строго по графику. Однако за несколько минут до захода на посадку, пилот учитывая погодные условия, принял решение зайти на посадку с противоположной стороны Апшеронского полуострова. По другим источникам, охрана президента узнала о предстоящем покушении и изменила курс президентского лайнера в последние минуты перед посадкой.
7 августа Алькрам Гумбатов был арестован у себя в доме. До 12 августа 1995 года большинство участников попытки покушения на жизнь президента были арестованы. 16 августа 1995 года президент Гейдар Алиев обнародовал факты ареста высокопоставленных офицеров, принявших участие в подготовке очередного государственного переворота, который готовился с апреля 1995 года.

## Суд
Следствие по «делу генералов» вел следователь по особо важным делам Генеральной прокуратуры республики Физули Мамедов. Обвинения были предъявлены по следующим статьям Уголовного кодекса Азербайджана: 57; 17-57; 59; 82; 220.
«Дело генералов» рассматривалось в Суде по тяжким преступлениям под председательством судьи Мансура Ибаева и завершилось в 1997 году.
Дело рассматривалось в открытом судебном заседании, сотрудники Департамента прав человека имели возможность посещать все заседания суда. Некоторые подсудимые содержались в “следственном изоляторе Особого управления при Президенте Азербайджана”.
Даты приговоров: 3.10.96 г. – 29.01.97 г.   Приговоры: от 3 до 13 лет лишения свободы.
Признаны виновными и осуждены:
1. Аббасов Эльхан – заместитель директора Бакинского молочного комбината.
2. Абдуллаев Б.
3. Агаев Рафиг – бывший командующий внутренними войсками МВД Азербайджана. (Гражданин России).
4. Адыгезалов Ибад
5. Азимов Ильхам – капитан Национальной армии Азербайджана.
6. Алиев Фаиг – полковник-лейтенант Министерства обороны Азербайджана.
7. Алиев Мамедали – бывший начальник отдела полиции МВД Азербайджана.
8. Бурджалиев Бурджали
9. Газиев Рахаб – брат бывшего министра обороны Рагима Газиева.
10. Гумбатов Алифарман – брат бывшего заместителя министра обороны Альакрама Гумматова.
11. Гумбатов Нариман – младший брат бывшего заместителя министра обороны Альакрама Гумматова.
12. Гусейнов Эльчин
13. Гусейнов Гусейнбала
14. Искендеров Фазиль
15. Исмаилов Рамиз
16. Мамедов Джалал
17. Мирзаев Владимир
18. Мухтаров Расим
19. Рзаев Ф.
20. Рзаев Бахрам - работник кафе, где часто встречались заговорщики
21. Сулейманов Тахир – командир танкового полка ВС Азербайджана
22. Сысоев Анатолий – бывший начальник артиллерийской разведки Министерства обороны Азербайджана. (Гражданин Украины).
23. Халыгов Айдын – рабочий-сварщик.
Большинство осуждённых по этому делу были помилованы президентом Гейдаром Алиевым в июне 2003 года.

## Интересные факты
По «делу генералов» в Азербайджане, был арестован а затем осужден «За измену Родине» гражданин Украины, полковник Анатолий Сысоев.
Большинство осужденных по «делу генералов», в списках центра «Мемориал» и Совета Европы проходили как политические заключенные.
Из обращения Гейдара Алиева к гражданам Азербайджана 18 августа 1995 года,
- Не прошло и месяца после предотвращения мартовской попытки переворота, и их разгрома, эти силы начали готовить новый переворот. Неделю назад нами была арестована группа высокопоставленных военных чинов - генералов, офицеров. Они предприняли новую попытку совершения в Азербайджане переворота. Они - генерал Вахид Мусаев, генерал Рафиг Агаев, генерал Шахин Мусаев, ряд полковников и другие лица уже разоблачены. Кто занимается всем этим? Внутренние силы, находящиеся в оппозиции ради достижения своих различного рода личных целей, кто бежал из Азербайджана и спрятался там и сям - Муталлибов, Рагим Газиев, Сурет Гусейнов, их приспешники. Но они тоже продаются в других странах, становятся рабами, предавая свой народ, как говорится, служат им, желая ввергнуть народ в тяжелое положение.
По мнению кандидата исторических наук Арифа Юнуса,
- Вахид Мусаев - ярый патриот Азербайджана, ненавидел армян и не любил русских, активно воевал на фронте. Его арестовали не за заговор на самом деле, а за то, что он и группа высокопоставленных военных в МО были категорически против перемирия с армянами, считали этот факт предательством, сотворенным с подачи России и прямо обвиняли Гейдара Алиева в этом.